# Petrus Eolicus
Peter Nother, Humanistenname Petrus Eolicus, (* in Windsheim) war Ende des 15. Jahrhunderts Professor an der Universität Leipzig.
Zum Wintersemester 1482/1483 schrieb sich Peter Nother aus Windsheim für das Studium an der Universität Leipzig ein. 1485 wurde er Bakkalaureus und 1488 Magister artium. Ab dem Sommer 1489 lehrte er an der Artistenfakultät. Wie etliche seiner Kollegen veröffentlichte er in Zusammenarbeit mit Leipziger Buchdruckern, in seinem Fall mit Martin Landsberg, kleinformatige Nachdrucke italienischer Klassikerausgaben. Diese Nachdrucke waren speziell für den Vorlesungsbetrieb eingerichtet, mit großen Zeilenabständen und breiten Rändern. Als Vorlage für seine Ausgabe von Marcus Annaeus Lucanus’ Pharsalia diente der kurz zuvor in Venedig bei Simon Bevilaqua erschienene Druck. Hierfür ist auch seine gedruckte Vorlesungsankündigung erhalten, in einen Sammelband, der auch die als Druckvorlage dienende Ausgabe enthält, eingeklebt. Weitere Drucke, die er herausgab oder zu denen er einführende Texte beisteuerte, waren Ciceros erste Philippica, Ovids Fasti und das Carmen de ponderibus des Remmius Favinus. Nach Gustav Bauch ist ihm auch eine Ausgabe der Satiren des Aulus Persius Flaccus zuzuschreiben.